# Xiaoqiao, Jiangxi
Xiaoqiao är en ort i Kina. Den ligger i provinsen Jiangxi, i den sydöstra delen av landet, omkring 88 kilometer sydost om provinshuvudstaden Nanchang. Antalet invånare är 25 078. Befolkningen består av 11 811 kvinnor och 13 267 män. Barn under 15 år utgör 20,0 %, vuxna 15-64 år 71 %, och äldre över 65 år 7,0 %.